# Lumbrineris uncinigera
Lumbrineris uncinigera är en ringmaskart som beskrevs av Hartmann-Schröder 1959. Lumbrineris uncinigera ingår i släktet Lumbrineris och familjen Lumbrineridae. Inga underarter finns listade i Catalogue of Life.